# Phymaturus camilae
Espèce
Statut de conservation UICN

 LC  : Préoccupation mineure
Phymaturus camilae est une espèce de sauriens de la famille des Liolaemidae.

## Répartition
Cette espèce est endémique de la province de Chubut en Argentine.

## Étymologie
Cette espèce est nommée en l'honneur de Camila Antonia, la fille de Daniel Pincheira-Donoso.

## Publication originale
- Scolaro, Jara & Pincheira-Donoso, 2013 : The sexual signals of speciation? A new sexually dimorphic Phymaturus species of the patagonicus clade from Patagonia Argentina. Zootaxa, no 3722 (3), p. 317–332.